# Kiviak
Kiviak este un preparat tradițional din Groenlanda specific inuiților. Aceasta se prepară din 300-500 de păsări auk fermentate în burtă de focă. Foca este eviscerată, păsările se introduc fără cap în interiorul ei, iar apoi este cusută și îngropată sub pietre, urmând să fie fermentată timp de cel puțin trei luni.
În mod tradițional, acest preparat este consumat în timpul iernii, fiind folosit în trecut de inuiți ca metodă de subzistență.
În august 2013 două persoane au murit în Groenlanda din cauza botulismului după ce au consumat kiviak făcut din eider, o pasăre care nu se conservă la fel de bine precum alcidele.